# 出羽島

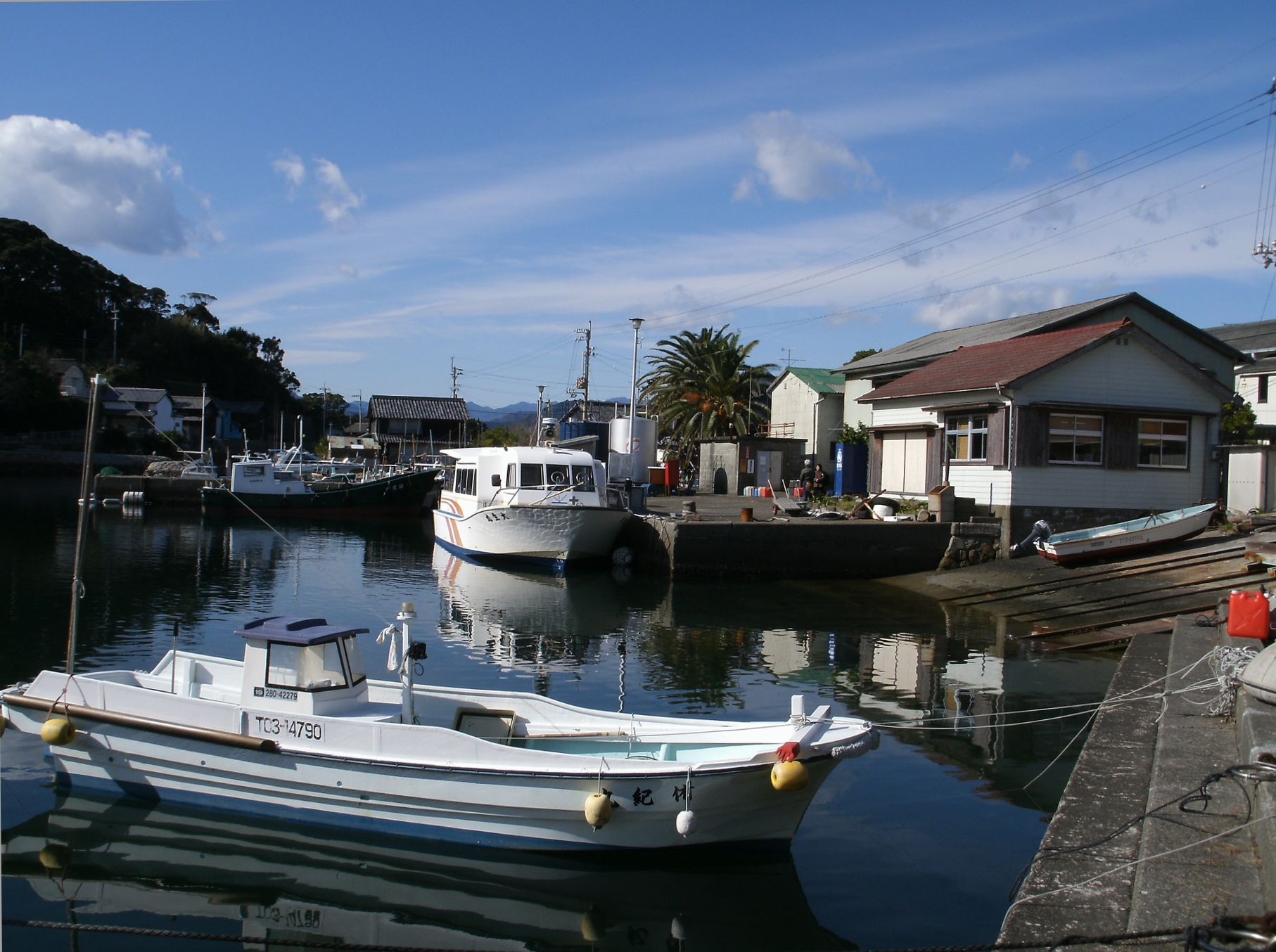
出羽島漁港に停泊中の渡船「大生丸」

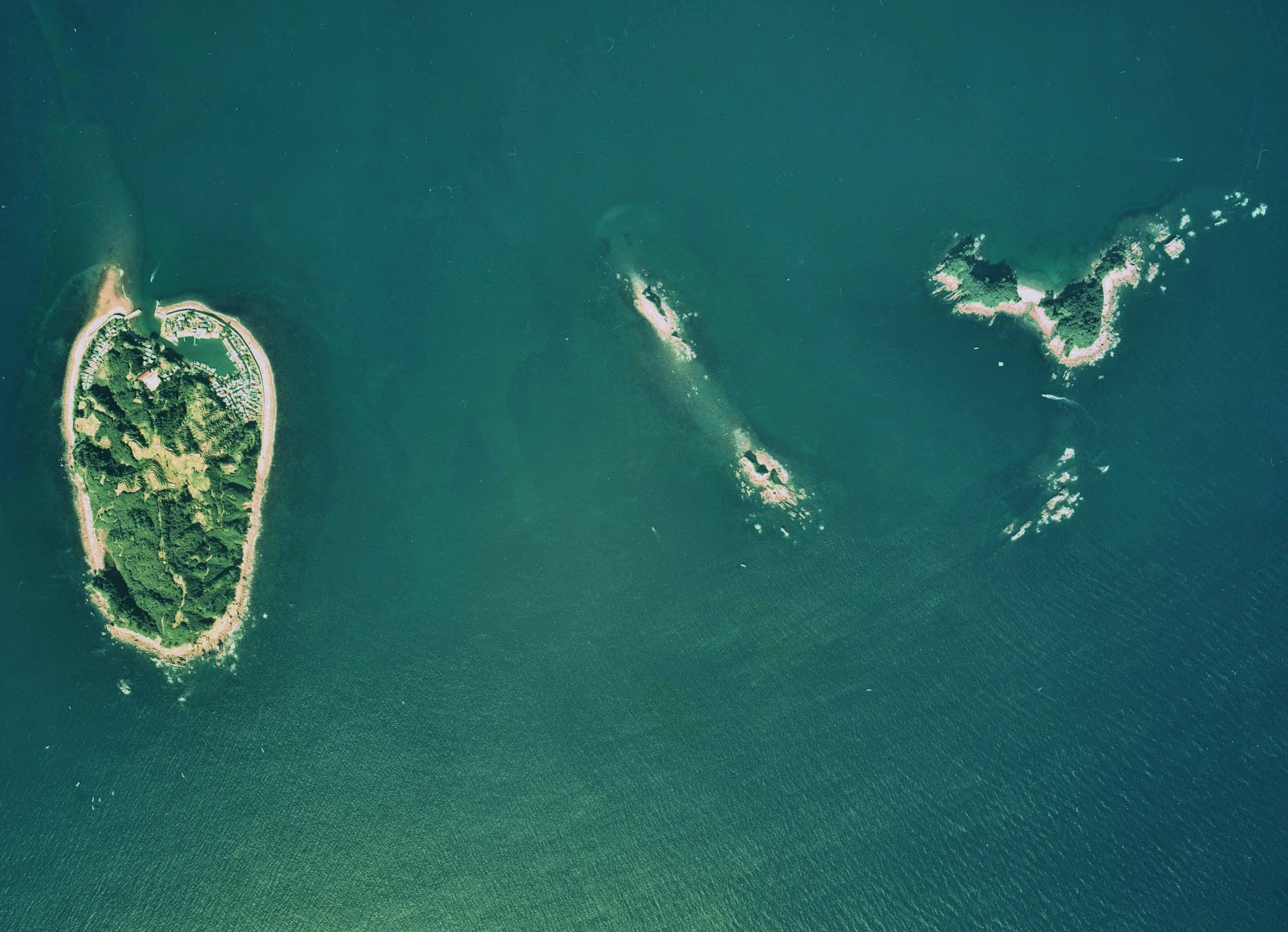
出羽島付近の空中写真。画像左側の楕円形の島が出羽島である。中央の南北2つに分かれた岩礁は小津島。右側の無人島は津島（島全体が津島暖地性植物群落として国の天然記念物に指定されている）。1975年撮影。
。

出羽島（てばじま）は、徳島県海部郡牟岐町にある島。集落地を除く全域が室戸阿南海岸国定公園に指定されている。

## 概要
牟岐川河口から南方に約4kmの太平洋上に位置する。面積は約0.65km2。地形は台地状で、島の面積の約77%にあたる50haが林野であり、出羽島漁港の周囲に馬蹄形に人家が集まる。
島一周の遊歩道があり、出羽島灯台からは、東に紀州、西に室戸、南に太平洋、北に四国山脈が展望できる。島内には国の天然記念物である「出羽島大池のシラタマモ自生地」や「蛇の枕」等の観光資源がある。かつては出羽小学校があったが、児童数の減少により、現在は廃校となっている。

## 重要伝統的建造物群保存地区
島の北部の入江を漁港とし、その周辺に形成された漁村集落、面積約3.7ヘクタールが、「牟岐町出羽島伝統的建造物群保存地区」の名称で、国の重要伝統的建造物群保存地区として選定されている。選定理由は、「徳島藩の移住奨励によって形成され、江戸後期から昭和前期まで、鰹漁の隆盛に伴って拡大した漁村集落」であり、「規模や形式が揃った漁家の主屋が建ち並ぶ集落景観が発達し、我が国にとって価値が高い」とされた。

## 自然
自生地が国の天然記念物に指定されているシラタマモなどの稀少植物やハイビスカス等の亜熱帯植物が生育する。2005年に発見されたカヤツリグサ科スゲ属の固有種は島の名を取り「テバジマスゲ」と命名されている。

## 島内施設
- 観栄寺
- 出羽島簡易郵便局
- 出羽島漁村センター
- 出羽島漁港
- 出羽島灯台
- 大池のシラタマモ自生地 - 国の天然記念物
- 牟岐町立出羽小学校 - 現在は廃校
- タスカルタワー(津波避難施設)[7]

## 交通手段
- 定期航路として牟岐・出羽島航路があり、出羽島漁港と本土の牟岐漁港との間を連絡船「大生丸（おおいけまる）」（2018年建造、FRP船、定員70名）が就航している[8]。1日6往復で所要時間は15分である[8]。

## 文化

### 食文化
- 島そうめん - そうめんの一種で、出羽島の郷土料理。出羽島で獲れたレンコダイの煮付けを作った際の煮汁をめんつゆに使用するのが特徴。